# Doncaster Minster

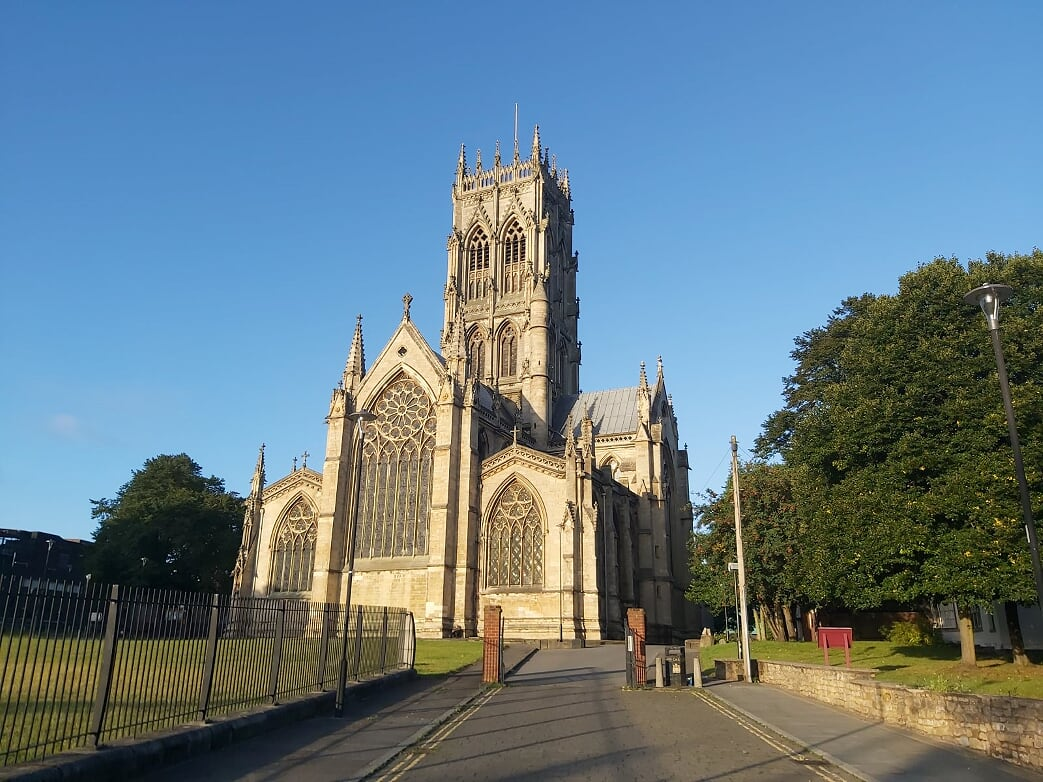
Doncaster Minster (von Osten)

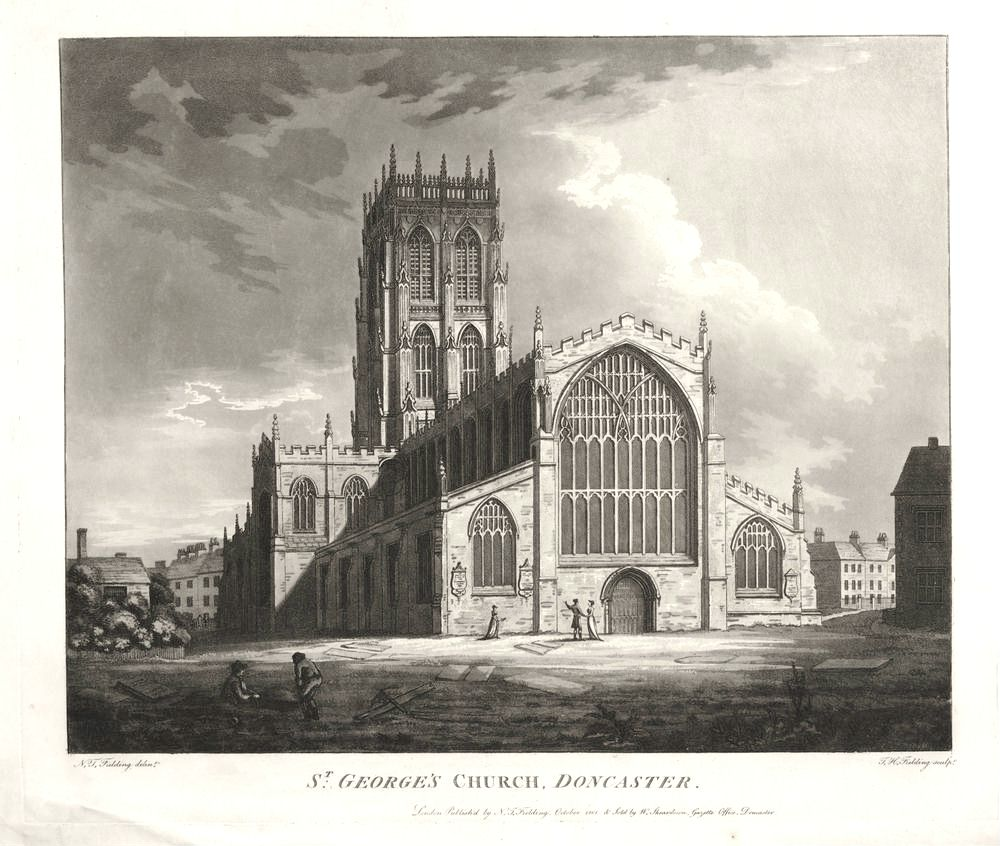
Alte Kirche (Stich von 1801)

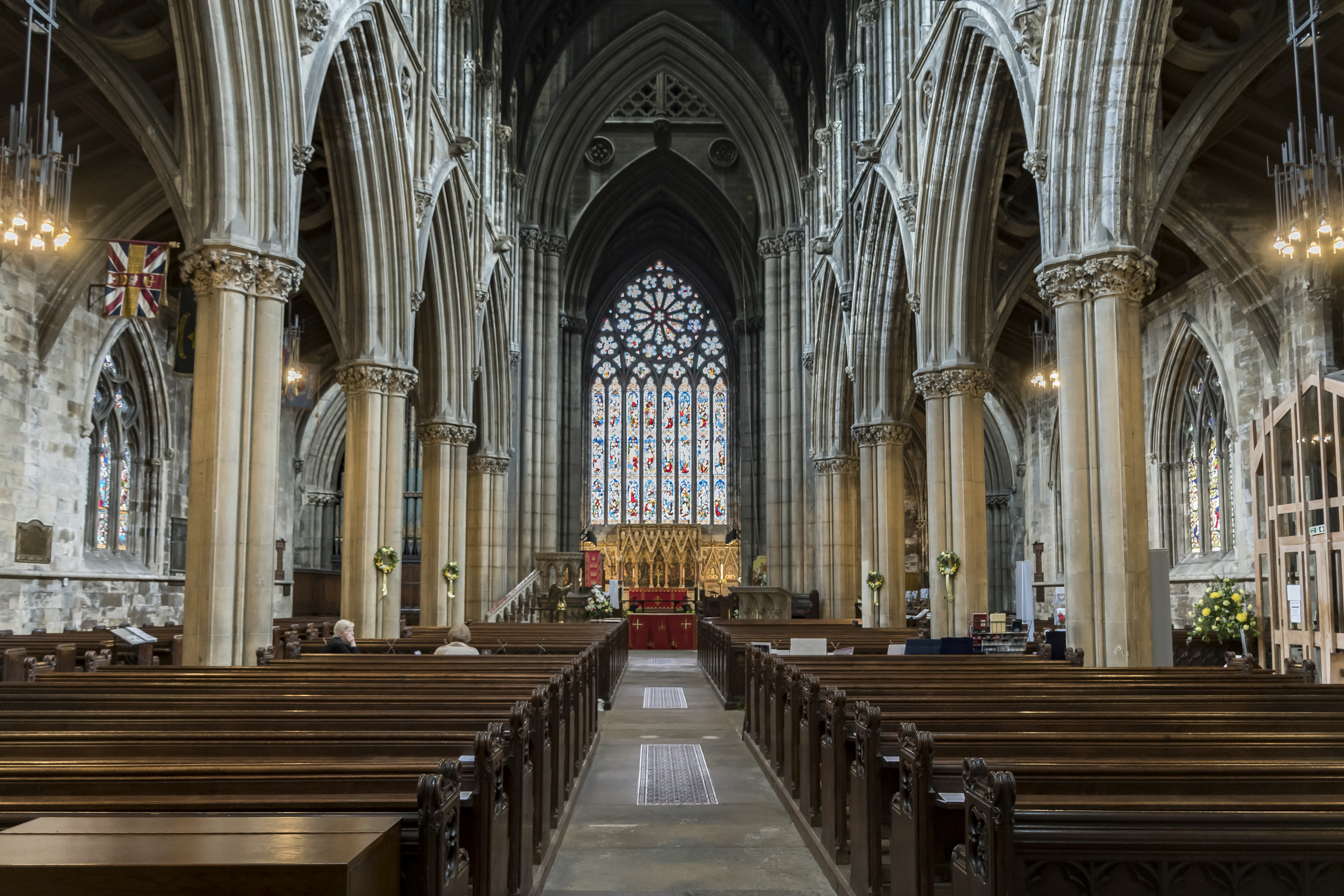
Langhaus, Vierung und Chor

Das dem hl. Georg (St George) geweihte Doncaster Minster in der mittelenglischen Großstadt Doncaster in der Grafschaft (county) South Yorkshire ist die Hauptpfarrkirche der Stadt und gehört zur Diözese Sheffield der Church of England. Im Jahr 1950 wurde der architektonisch sehr einheitlich gestaltete Kirchenbau als Grade-I-Baudenkmal eingestuft; 2004 erhielt er den offiziellen Status eines Minsters.

## Lage
Das Doncaster Minster liegt im Zentrum der am Fluss Don gelegenen Stadt in einer Höhe von ca. 23 m. Nächstgelegene Großstadt ist die etwa 32 km südwestlich gelegene Industriestadt Sheffield.

## Geschichte
Die spätgotische Vorgängerkirche fiel am 28. Februar 1853 einem Brand zum Opfer. In den Jahren 1854 bis 1858 entstand – unter weitgehender Beibehaltung der Maße des Vorgängerbaus – der heutige, vom Architekten George Gilbert Scott in den Stilformen des Historismus entworfene Kirchenneubau.

## Architektur
Die dreischiffige und mit einem Querhaus versehene Kirche ist im Aufriss zweigeschossig und hat – wie die meisten englischen Kirchen – einen geraden Chorschluss. Während das Mittelschiff von einem Holzgewölbe überspannt wird, haben die über Arkadenbögen angebundenen Seitenschiffe nur Flachdecken über Schwibbögen. Im Äußeren besonders markant, aber auch im Innern deutlich hervorgehoben, ist der Laternenturm über der Vierung. Alle Fenster haben – im Gegensatz zum Vorgängerbau – Maßwerk im kurvilinearen Decorated Style.

## Ausstattung
Von der alten Ausstattung der Kirche ist nichts mehr erhalten. Die im Jahr 1862 eingebaute Orgel ist ein Werk der Orgelbauerfamilie Schulze in Paulinzella, Thüringen.